# 新マカオ協会
新マカオ協会(新澳門學社、Associação de Macau Novo)は、マカオの政党である。

## 概要
1992年のポルトガル領時代から自由民主主義を標榜する中道左派政党である。1992年の立党以降は2009年の選挙まで議会で勢力を拡大し続けた。33議席のうち現有議席は2であり、得票率は11.18%である。マカオにおける民主派に分類され、中国本土の中華人民共和国政府や中国共産党とは立場的に離れている。